# Луйо Тончич-Сорінь
Луйо Тончич-Сорінь (нім. Lujo Tončić-Sorinj; 12 квітня 1915, Відень — 20 травня 2005, Зальцбург) — австрійський дипломат і політик, міністр закордонних справ Австрії (1966—1968).
Належав до знатного роду Австро-угорської імперії. Його дід був губернатором Далмації, його батько консулом в Джидді. Луйо Тончич-Сорінь  був студентом юридичного факультету Віденського університету, і під час Другої світової війни викладав іноземні мови в військах зв'язку вермахту.
У 1945 році він увійшов до новоствореного Австрійська народна партія (АНП). Пізніше він став членом Комісії з Австрії ЮНЕСКО. З 1949 по 1966 рік він був депутатом в Національній раді, а з 1966 по 1968 рік міністром закордонних справ в уряді Йозефа Клауса. З 1969 по 1974 рік він займав посаду генерального секретаря Ради Європи.
У 1992 році він вирішив прийняти хорватське громадянство через його родинні зв'язки з Далмацією, але в результаті він втратив австрійське громадянство. За допомогою АНПА йому вдалося поновити громадянство.